# Pepe Monje
Pepe Monje, pseudonimo di José María Monje (Buenos Aires, 22 marzo 1967), è un attore argentino.
Assieme alla carriera televisiva e cinematografica, dove ha ottenuto più volte ruoli da protagonista, è anche un attore teatrale.

## Biografia
Nasce nel 1967 a Buenos Aires. Inizia la carriera televisiva nel 1982, nella striscia giovanile, Pelito, mentre nello stesso anno partecipa al programma Un tal Servando Gómez. Nel 1983 partecipa al programma, Señorita maestra. Ritorna nel 1991, con i telefilm, Alta Comedia e Sei forte papà, e, nel 1994 con la serie televisiva, Poliladron. Nel 1995 partecipa ad un'altra serie televisiva, La hermana mayor, nel 1996 con Top Model e, nello stesso anno con Verdad consecuencia. Nel 1997 recita nella serie TV, Inex, La sombra de la verdad e nel 1999 nella serie TV Mamitas. Nel 2000 partecipa alla serie TV, Los medicos de hoy, ad un solo episodio di Tiempo final e alla serie televisiva Los buscas de siempre. Nel 2001 recita nella seconda stagione di Los medicos de hoy e negli sceneggiati Cuentos de película e PH. Nel 2002 partecipa alla serie TV Kachorra nel ruolo di Gèrman, poi in Batticuore e in Infieles. Nel 2003 partecipa alla serie televisiva Hospital Pùblico. Nel 2004 recita in un solo l'episodio della serie TV Los Simuladores, poi nella serie TV, Culpable de este amor, nel ruolo di Gastón Rivero ed Epitafios come Rulo. Nel 2005 interpreta Ernesto "Thiago" Salinas nel serie televisiva Amor en custodia. Nel 2006 partecipa a Collar de esmeraldas, mentre nel 2008 partecipa al telefilm, Por amor a vos, nel personaggio di Nito Gil. Nel 2009 partecipa alla serie TV Enseñame a vivir nel ruolo di Angel Farsa. Nel 2009 partecipa anche alla serie TV Incorreggibili nel ruolo di Diego Miraflores. Nel 2011 recitò in un'altra serie TV: Los únicos nel ruolo di Hugo Albarracín.
Nel 2017 ritorna sulle scene televisive con la partecipazione a Heidi Bienvenida.

## Filmografia

### Cinema
- El arreglo, regia di Fernando Ayala (1983)
- La notte delle matite spezzate (La noche de los lápices), regia di Héctor Olivera (1986)
- Peperina, regia di Raúl de la Torre (1995)
- Carlos Monzón, el segundo juicio, regia di Gabriel Arbós (1996)
- Cenizas del paraíso, regia di Marcelo Piñeyro (1997)
- Chicos ricos, regia di Mariano Galperín (2000)
- Animalada, regia di Sergio Bizzio (2001)
- Sólo se vive una vez, regia di Federico Cueva (2017)

### Televisione
- Pelito - serial TV (1982)
- Un tal Servando Gómez - film TV (1982)
- Señorita maestra - serial TV (1983)
- Tiempo cumplido - serie TV (1987)
- Así son los míos - serial TV (1989)
- Alta comedia - serie TV (1991)
- Sei forte papà (¡Grande, Pa!) - serie TV  (1991)
- Poliladron - serie TV (1994)
- La hermana mayor - serie TV (1995)
- Top Model (90-60-90 Modelos) - serial TV (1996)
- Verdad consecuencia - serie TV (1996)
- Inex, la sombra de la verdad, regia di Martín Carballada - film TV (1997)
- Mamitas - serial TV (1999)
- Los médicos de hoy - serial TV (2000-2001)
- Tiempo final - serie TV, 1 episodio (2000)
- Los buscas de siempre - serial TV (2000)
- Cuentos de película - serie TV, 1 episodio (2001)
- Propiedad Horizontal - serial TV (2001)
- Kachorra - serial TV (2002)
- Batticuore (Máximo corazón) - serial TV (2002)
- Infieles - serie TV (2002)
- Hospital público - serie TV (2003)
- Los simuladores - serie TV, 1 episodio (2004)
- Culpable de este amor - serial TV (2004)
- Epitafios - serie TV (2004)
- Amor en custodia - serial TV (2005)
- Doble venganza - serie TV (2006)
- Collar de Esmeraldas - serial TV (2006)
- El hombre que volvió de la muerte - serie TV (2007)
- Por amor a vos - serial TV (2008)
- Enseñame a vivir - serial TV (2009)
- Alguien que me quiera - serial TV (2010)
- Incorreggibili (Consentidos) - serial TV (2010)
- Los únicos - serial TV (2011)
- Tiempo de pensar - serie TV (2011)
- Heidi Bienvenida (Heidi, bienvenida a casa) - serial TV (2017)
- Maradona: sogno benedetto (Maradona: sueño bendito) - serie TV (2021)

## Teatro
Come attore
- Periferia, regia di Alejandra Boero (1982)
- Pájaros in the nait, regia di Ricardo Darín (1990-1991)
- El enemigo de la clase, regia di Luis Romero (1994)
- El Debut, regia di Monica M.L. Prado (1995)
- Las personas no razonables están en vías de extinción, regia di Roberto Villanueva (1997)
- El blues del Showman, regia di Rony Keselman (1999)
- Porteños, regia di Manuel Gonzalez Gil (1999)
- El blues del Showman Bonus Track, regia di Rony Keselman (2000)
- La reina de la noche, regia di Roberto Villanueva (2000)
- Trío en mi bemol, regia di Roberto Villanueva (2000)
- A propósito de la duda, regia di Daniel Fanego e Erika Halvorsen (2000-2001)
- El último ángel, regia di Manuel González Gil (2000-2001)
- Freno de mano, regia di Roberto Villanueva (2002)
- La Serenata del Showman, regia di Rony Keselman (2003)
- Babilonia, regia di Roberto Mosca (2008)
- Juana Azurduy, regia di Rony Keselman (2008-2010)
- Los fabulosos Grimm, regia di Gustavo Monje e Giselle Pessacq (2010)
- 1810, regia di Eva Halac (2010)
- Los únicos, regia di Marcos Carnevale (2011)
- Yerma, regia di Daniel Suárez Marzal (2012)
- Tierra del fuego, regia di Daniel Marcove (2013)
- Patova, regia di Eduardo Lamoglia (2016)
- Justo en lo mejor de mi vida, regia di Luis Brandoni (2017)
- El recurso Burstein, regia di Eduardo Lamoglia (2018)

Come regista
- Crónicas del Vino (2018)
- Milagros (2018)

## Riconoscimenti
- Premio ACE
  - 2013 – Miglior attore alternativo per Tierra del fuego[2].